# Monte Carlo (film fra 1921)
 For alternative betydninger, se Monte Carlo (flertydig). (Se også artikler, som begynder med Monte Carlo)
Monte Carlo er en tysk stumfilm fra 1921 af Fred Sauer.

## Medvirkende
- Olga Engl
- Richard Georg
- Fred Goebel
- Poldi Müller
- Ressel Orla
- Alfred Schmasow
- Fritz Schulz
- Marie von Buelow
- Frederic Zelnik